# Maria Flechtenmacher
Maria Flechtenmacher, född Mavrodin i november 1838 i Bukarest, död där 1888, var en rumänsk musiker, författare, publicist, pedagog och skådespelare.